# Oskars Vaisjūns
Oskars Vaisjūns (* 21. August 1983 in Madona, Lettische SSR, UdSSR) ist ein lettischer Leichtathlet, der sich auf den Diskuswurf spezialisiert hat, gelegentlich aber auch im Kugelstoßen an den Start geht.

## Sportliche Laufbahn
Erste internationale Erfahrungen sammelte Oskars Vaisjūns im Jahr 2003, als er bei den U23-Europameisterschaften in Bydgoszcz mit einer Weite von 49,82 m im Diskuswurf in der Qualifikationsrunde ausschied. 2007 nahm er an der Sommer-Universiade in Bangkok teil und belegte dort mit 57,40 m den sechsten Platz. Zwei Jahre später schied er dann bei den Studentenweltspielen in Belgrad mit 54,90 m in der Vorrunde aus. 2012 schaffte er die Qualifikation für die Europameisterschaften in Helsinki, verpasste dort aber mit 58,34 m den Finaleinzug. Im selben Jahr stellte er im estnischen Viljandi mit 61,10 m einen neuen Landesrekord auf.
In den Jahren von 2005 bis 2007, 2009 und 2010, 2013, 2016 und 2020 wurde Vaisjūns lettischer Meister im Diskuswurf sowie 2013 im Kugelstoßen im Freien. Zudem siegte er mit der Kugel 2008 und 2013 auch in der Halle.

## Bestleistungen
- Kugelstoßen: 17,53 m, 6. Juli 2007 in Valmiera
  - Kugelstoßen (Halle): 17,30 m, 3. Februar 2012 in Riga
- Diskuswurf: 61,10 m, 3. Juli 2012 in Viljandi (lettischer Rekord)